# Olga Tumajkina
Olga Tumajkina (ros. О́льга Васи́льевна Тума́йкина; ur. 3 kwietnia 1972) – rosyjska aktorka teatralna (Państwowy Akademicki Teatr im. Jewgienija Wachtangowa w Moskwie) i filmowa.

## Filmografia
Zagrała m.in. w komedii romantycznej Wykrętasy i w serialu Światła.

## Nagrody i odznaczenia
Ludowy Artysta Federacji Rosyjskiej (2021).